# Fausto Burgos
Fausto Burgos (Medinas, Tucumán; 6 de enero de 1888-San Rafael, Mendoza; 1953) fue un escritor, novelista, cuentista y poeta argentino.

## Biografía
Fausto Burgos nació el 6 de enero de 1888 en Medinas, Provincia de Tucumán, Argentina. Fue hijo de Pedro José Burgos Niño, comerciante, oriundo de Salta, quien estaba casado con Carmen Bulacios.
El escritor tucumano estudió en la Universidad de La Plata. Ejerció la docencia. Se casó con la artista plástica María Elena Catullo. Viajó detenidamente por todo el territorio argentino y por el mundo. Su libro El Surumpio (1942), obtuvo el Primer Premio de Literatura por la región Norte y Kanchis Soruko, el Premio Municipal de Mendoza en el año 1929.
La bibliografía de Fausto Burgos es vastísima. Este escritor ha colaborado en las principales publicaciones del país con una producción incesante, la mayor parte de la cual pertenece al relato, por ejemplo el conjunto de graciosos relatos dedicados a Juancho el zorro en donde se demuestra la inteligencia pero también astucia del zorro ante los otros seres del «Monte»; en especial cuando burla las intentonas carniceras del «tigre» (es decir del yaguar).
Fausto Burgos colaboró, como periodista con: Caras y Caretas, Mundo Argentino, O mar de Brasil y Vesuvio de Italia. Como corresponsal el escritor publicó artículos para La Nación y La Prensa de Argentina; El Crónica de Perú; El Mercurio de Chile; ABC y El País de España; y para la revista Vogue. También lo hizo para otras publicaciones como: Volksblatt de Austria, Los Andes de Chile, Mundo Argentino, Riel Porteño, Revista Sur, Criterio, Rosalinda, Pampa Argentina, ELAN y Kosko de Ecuador. Intercambió correspondencia con escritores de renombre como: Manuel Lizondo Borda, Ricardo Rojas, Benito Lynch y Ataliva Herrera, entre otros.
Fueron sus hermanos: Horacio, Leopoldo y Oberto Burgos. El escritor falleció en 1953 en San Rafael, importante ciudad ubicada en el sur de la provincia de Mendoza.
Dos escuelas argentinas honran al escritor llevando su nombre: Escuela estatal primaria Fausto Burgos de La Cocha, en la provincia de Tucumán y Escuela estatal primaria y secundaria Fausto Burgos de San Rafael, en la provincia de Mendoza. Cabe destacar el aporte que la Asociación Casa de Elena y Fausto Burgos  hizo para la puesta en valor de la vida y obra del escritor y su esposa. Un apéndice documental fue elaborado en ocasión del Homenaje que recibiera en la XX Feria Internacional del Libro, en Buenos Aires, en abril de 1994.

## Obras publicadas
38 títulos editados en vida, dos obras póstumas y permanecen inéditas siete más. Los primeros libros de Burgos fueron: En La Tierra del azahar (1910); Flores de Averno (1910); y Olas y Espumas (1914).
- Aventuras de Juancho el zorro (Biblioteca de Etnografía y Folklore; Ed. Raigal en Buenos Aires 1950)
- Algunos relatos de ambiente puneño: La Sonrisa de Puca-Puca (Cuentos de una raza vencida, 1926); Cuentos de la Puna (1927); Coca, Chicha y Alcohol (Relatos puneños de pastores, arrieros y tejedores, 1927), Cachi-Sumpi (Cuentos de la Puna), La Hija de Kollana Kespe (1941).
- Cuentos de ambiente mendocino: Cuesta Arriba (1918); Cara de Tigre (1928); Nahuel (1929).
- Tipos y costumbres tucumanas se reflejan en las siguientes obras: Alba Grande; De Tucumán (1921); Aibé, cuentos tucumanos (1928).

Otros libros de narraciones breves: Pomán; Naatuchic el médico (Estampas tobas, 1932); La Cabeza del Huiracocha (Cuentos del Kosko); Huilca (Cuentos del Kosko).
Las novelas de Fausto Burgos, inspiradas también en tipos, paisajes y costumbres regionales son: María Rosario (1924); Kanchis Soruco (1929), El Gringo (1935); Refugios de Almas (1937); Los Regionales (1939); Molino en Ruinas, Aire de Mar, El Salar (traducida al inglés y al alemán, 1946).
- Desde su iniciación literaria Burgos cultivó la poesía. Algunas de sus obras de este género: Huankaras, Poemas tucumanos (1928); Poemas de la Puna; Poemas del Regreso; Horizontes; Rumor Leve; Hojas Caídas y De Sol a sol.

Otras obras del autor: Valle de Lerma (Paisajes y figuras de Salta); Don Javier de Guandacol (1940); Paisajes y Figuras de España, Lucero de un alba (1948); Niebla de sueños (novela, 1949). Aventuras de Juancho el zorro; y junto al autor Jorge Calvetti: Cuentos de la Puna.